# روز سوم
روز سوم ششمین فیلم سینمایی محمدحسین لطیفی در مقام کارگردان و محصول سال ۱۳۸۵ است.
این فیلم بر اساس فیلم مستندی از حمید زرگرنژاد به همین نام است.

## داستان
این فیلم، روایت آخرین روزهای مقاومت در بخش غربی خرمشهر در سال ۱۳۵۹ است. سمیره و رضا، خواهر و برادری که همراه سایر مردم در حال مقاومت هستند. حلقه محاصره دشمن تنگ‌تر می‌شود و در نتیجه سمیره که پاهایش شکسته‌است و نمی‌تواند فرار کند در خانه باقی می‌ماند، رضا تصمیم می‌گیرد سمیره را در حیاط خانه در یک موقعیت نسبتاً خوب با کمی غذا خاک کند تا شبانه بیاید و وی را فراری دهد. در این بین خواستگار قبلی سمیره که به جمع نیروی نظامی عراق پیوسته و روزی همکار او در مدرسه خرمشهر نیز بوده‌است، به عنوان یک فرمانده عراقی به این منطقه می‌آید و خانه رضا و سمیره را اشغال می‌کند و برای نگهبانی از آنجا نیز دو مأمور قرار می‌دهد. در این بین رضا سعی بر نجات دادن سمیره می‌کند که در نهایت برادر کوچک رضا و دوستانش و خودش شهید می‌شوند و فقط سمیره از ماجرا جان سالم به در می‌برد.
این داستان برداشتی آزاد از یک ماجرای واقعی می‌باشد که در آن همه عوامل زنده می‌مانند.

## بازیگران
| بازیگر       | نقش       |
| ------------ | --------- |
| پوریا پورسرخ | رضا ارحمی |
| باران کوثری  | سمیره     |
| حامد بهداد   | فؤاد      |
| برزو ارجمند  | امیر      |
| مهدی صبایی   | مهدی      |
| شهرام قائدی  | سلیمان    |
| مرتضی زارع   | مرتضی     |
| مالک سراج    | مالک      |
| مجید یاسر    | مجید      |
| مهدی ساکی    | رئوف      |
| صادق مقدس    | رسول      |

## جوایز
- تندیس بهترین جلوه‌های ویژه میدانی یازدهمین جشن خانه سینما، ۱۳۸۶
- سیمرغ بلورین بهترین فیلم از بیست و پنجمین جشنواره بین‌المللی فیلم فجر، ۱۳۸۵
- سیمرغ بلورین بهترین کارگردانی در بیست و پنجمین جشنواره بین‌المللی فیلم فجر، ۱۳۸۵
- سیمرغ بلورین بهترین بازیگر نقش اول زن در بیست و پنجمین جشنواره بین‌المللی فیلم فجر، ۱۳۸۵
- مستند روز سوم به کارگردانی حمید زرگرنژاد در جشنواره‌های سینما حقیقت و شهید آوینی برنده جایزه کارگردانی گردیده‌است.